# Torrox
 Torrox  est une commune de la province de Malaga dans la communauté autonome d'Andalousie en Espagne.

## Géographie
La commune est située dans la comarque de La Axarquía, sur la Costa del Sol occidentale, au bord de la mer Méditerranée. Elle se trouve près de la sierra de Almijara.
| Sayalonga    | Competa      | Frigiliana   |
| Vélez-Málaga | Torrox       | Nerja        |
| Méditerranée | Méditerranée | Méditerranée |

L'urbanisme de la municipalité de Torrox est établie dans deux endroits différenciés : Torrox Pueblo (à l'intérieur) et Torrox-Costa (sur la mer). Torrox Pueblo se situe à 4 km de Torrox Costa.

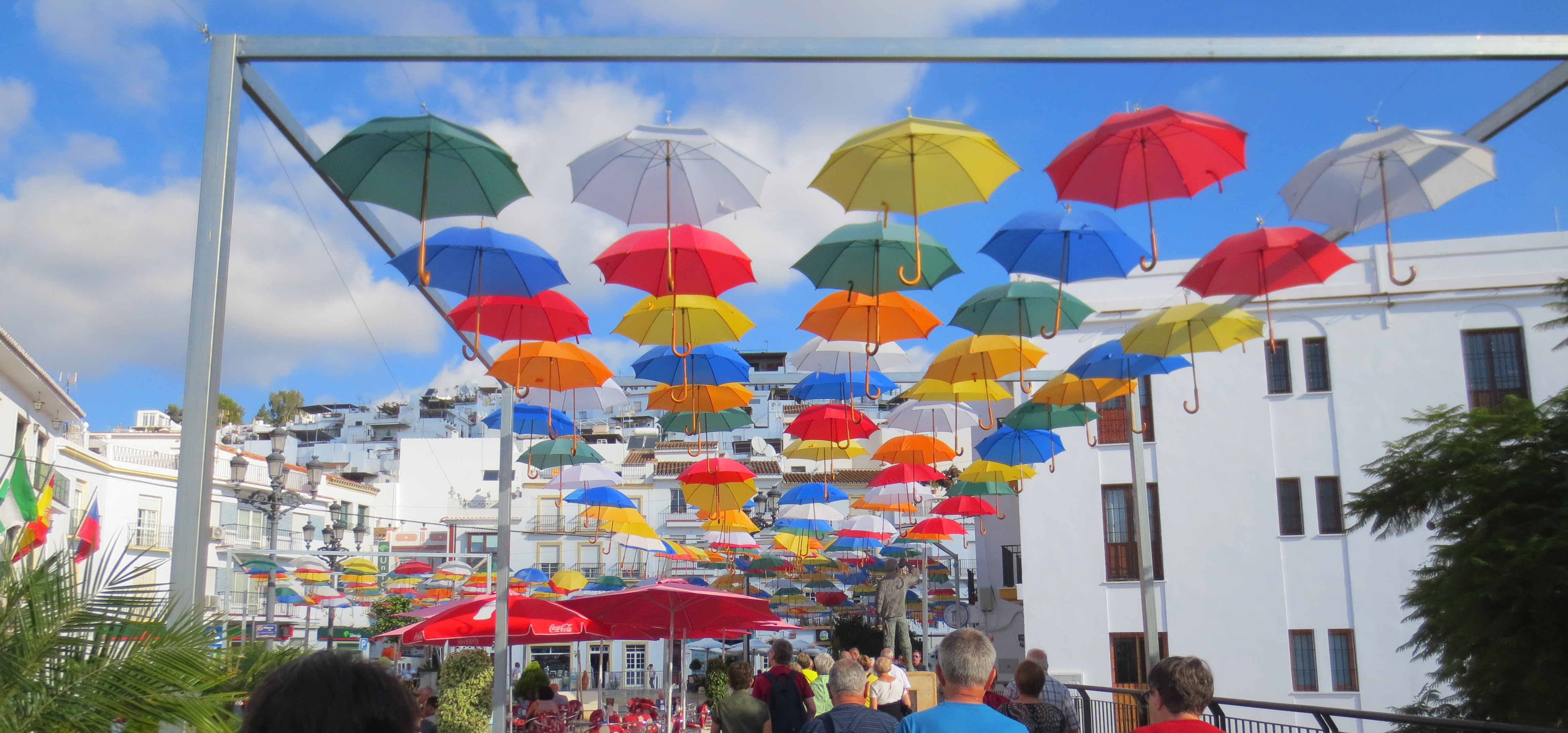
Les parapluies.

### Climat
La ville possède un climat méditerranéen. L'été est chaud et sec avec peu ou pas de pluie et l'hiver est doux et humide. L'ensoleillement est de près de 2 700 heures par an. La température moyenne annuelle se situe autour de 18,2 °C., et il n'y a pas de grandes inégalités entre hiver et été, en atteignant des nuances subtropicales. C'est pour cela que Torrox a pour slogan « Meilleur climat de l'Europe »[réf. nécessaire].

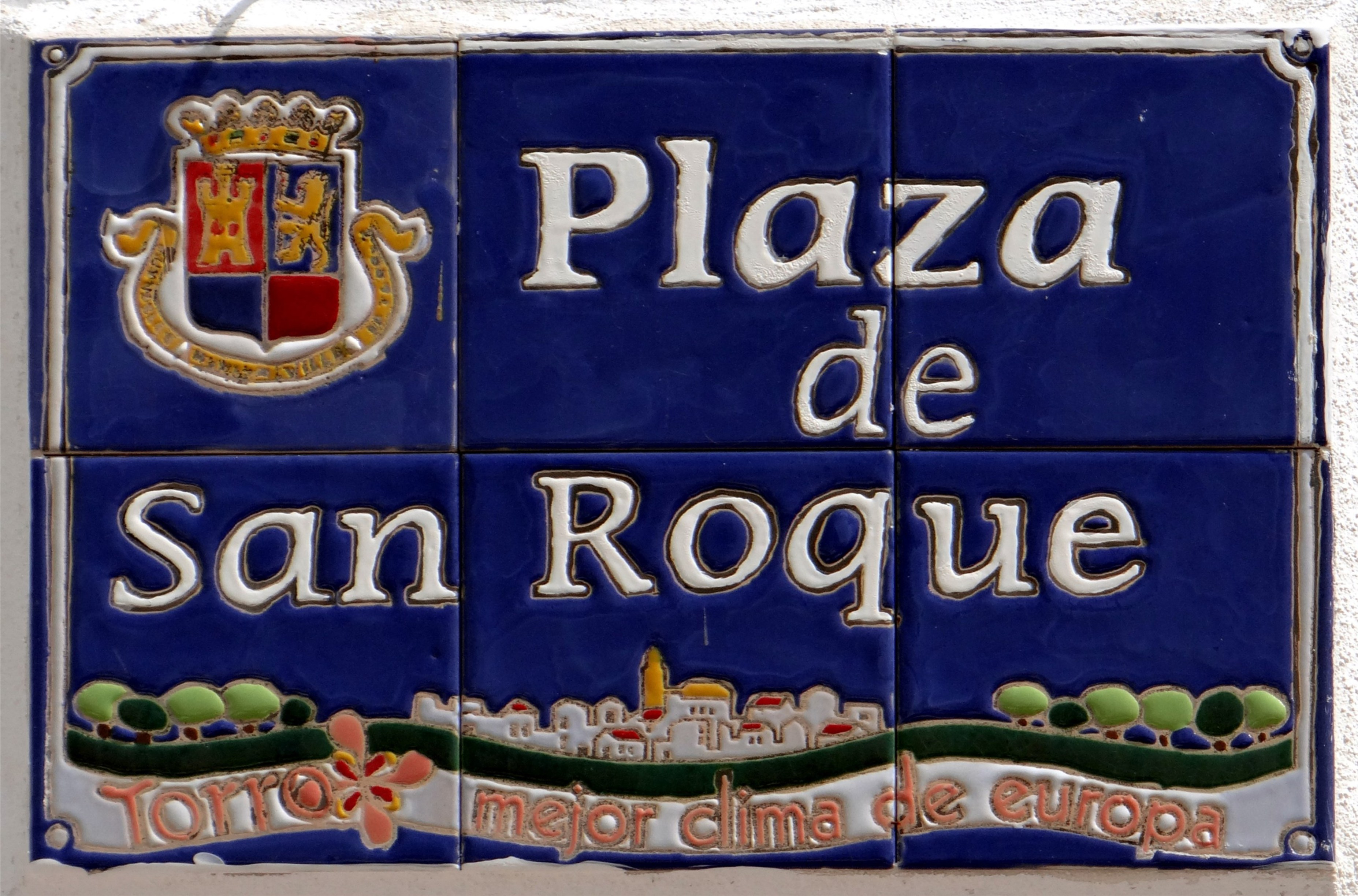
Plaque vantant le climat de la commune.

| Mois                                | jan. | fév. | mars | avril | mai  | juin | jui. | août | sep. | oct. | nov. | déc. | année |
| ----------------------------------- | ---- | ---- | ---- | ----- | ---- | ---- | ---- | ---- | ---- | ---- | ---- | ---- | ----- |
| Température minimale moyenne (°C)   | 7,3  | 7,9  | 9    | 10,4  | 13,4 | 17,1 | 19,7 | 20,5 | 18,2 | 14,3 | 10,8 | 8,4  | 13    |
| Température moyenne (°C)            | 12   | 12,8 | 14,1 | 15,6  | 18,7 | 22,2 | 24,8 | 25,4 | 23,1 | 19   | 15,4 | 12,9 | 18    |
| Température maximale moyenne (°C)   | 16,6 | 17,7 | 19,1 | 21    | 23,8 | 27,3 | 29,9 | 30,3 | 27,9 | 23,7 | 20   | 17,4 | 23    |
| Précipitations (mm)                 | 81   | 55   | 49   | 41    | 25   | 12   | 2    | 6    | 16   | 56   | 95   | 88   | 526   |
| Nombre de jours avec précipitations | 8    | 6    | 6    | 7     | 5    | 2    | 1    | 1    | 2    | 6    | 7    | 8    |       |

## Population
La municipalité de Torrox dispose d'une population de 16 000 personnes, depuis mai 2006, bien que selon les données démographiques 25 000 personnes résident durant la majorité de l'année. Ce sont des données de la dernière campagne de recensement réalisée par le Conseil municipal de Torrox.

### Démographie
| 1991   | 1996   | 2001   | 2002   | 2004   | 2006   | 2007   | 2008   | 2009   |
| ------ | ------ | ------ | ------ | ------ | ------ | ------ | ------ | ------ |
| 10 519 | 11 869 | 11 426 | 12 341 | 12 901 | 14 925 | 15 616 | 16 395 | 16 890 |

| 2011   | - | - | - | - | - | - | - | - |
| ------ | - | - | - | - | - | - | - | - |
| 17 859 | - | - | - | - | - | - | - | - |

## Administration
| Période                                  | Période | Identité                                       | Étiquette        | Qualité |
| ---------------------------------------- | ------- | ---------------------------------------------- | ---------------- | ------- |
| 1979                                     | 1983    | Idelfonso Mateos Gutiérrez=                    | PSOE-A           |         |
| 1983                                     | 1987    | Félix Castán Baeza                             | PSA              |         |
| 1987                                     | 1991    | José Castro Sánchez Idelfonso Mateos Gutiérrez | AP-PDP-UL PSOE-A |         |
| 1991                                     | 1995    | Idelfonso Mateos Gutiérrez José Pérez García   | PSOE-A IULV-CA   |         |
| 1995                                     | 1999    | José Pérez García                              | IULV-CA          |         |
| 1999                                     | 2003    | Francisco Muñoz Rico                           | PSOE-A           |         |
| 2003                                     | 2007    | Francisco Muñoz Rico                           | PSOE-A           |         |
| 2007                                     | 2011    | Antonia Claros Atencia                         | IULV-CA          |         |
| 2011                                     | -       | Francisco Muñoz Rico                           | PSOE-A           |         |
| Les données manquantes sont à compléter. |         |                                                |                  |         |

## Économie
L'activité agricole est portée par les nombreuses serres produisant des fruits et légumes pour l'exportation, vergers de néfliers et chirimoyos, la production d'huile d'olive (nevadillo) et de vin de Malaga, en voie de disparition rapide face à la croissance du tourisme sur la côte.
C'est une ville importante de tourisme, notamment allemand, l'une des plus grandes de l'Espagne.

## Culture

### Fêtes municipales
- La célèbre foire le premier week-end d'octobre.
- Le jour des Migas, déclaré comme fête d'intérêt touristique national, est célébré le dernier dimanche avant navidad.
- Les Croix de Mai et Semaine Sainte.
- Le 5 août la fête est célébrée dans en l'honneur des saints patrons du village, de la Vierge des Neiges et Saint Roque, joint au Festival International de Chœurs et de Danses.
- La deuxième semaine d'août célèbre la foire de Morche.
- Le pèlerinage du Saint-Antoine est célébré autour du 14 juin.
- Le pèlerinage de Saint Roque est célébré le 26 août, celui-ci a eu lieu pour sa première édition en 2006 avec le but de recueillir des fonds pour restaurer le toit de l'église Notre Dame de l'Incarnation. Ce pèlerinage coïncide avec le Jour du Touriste.
- Le 24 juin on a coutume de passer la nuit sur la plage pour célébrer la fête populaire nocturne de la Saint Jean.
- À la fin de la première semaine de septembre la Candelaria est célébrée : les gens partent dans les fermes pour passer le week-end avec les amis, pour manger et boire, dans chaque ferme brûle un bûcher. On dit que son origine est relative à la célébration de la fin de la vendange.

### Principaux monuments
- L'église de Notre Dame de l'Incarnation, de structure baroque, sa tour carrée fait d'elle un point de référence pour n'importe quelle visite touristique. Fondée au XVe siècle et restaurée au XVIIe, elle s'élève sur la mosquée antique.
- L'église de Saint Roque, du XVIe siècle.
- L'Ermitage de Notre-Dame-des-Neiges, de style mudéjar, fondé par les Pères de Saint Francis au XVIe siècle.
- L'aqueduc de La Ferme, utilisée jusqu'au XIXe siècle.
- L'hôpital de Saint-Joseph, du XVIIIe siècle.
- La Maison de la Culture, construite en 1863, a hébergé le roi Alphonse XII durant une visite qu'il a faite à l'occasion du tremblement de terre qu'il a eu sur une partie de l'Axarquía.
- Quelques édifices qui datent de l'époque musulmane, comme le torreón arabe ou la maison de la monnaie.
- Les ruines romaines, situées dans la proximité du Phare de Torrox, sur Torrox-costa. Celui-ci un gisement correspond à une population romaine connue comme Clavicum ou Caviclum, depuis le Ier siècle et qui fut habité jusqu'aux commencements du VIIIe siècle, Là se trouvent des restes d'une villa(ville), d'une nécropole, des thermes et des fours de céramique commune.
- Les tours de vigilance de l'époque musulmane, l'une dans le Peñoncillo et l'autre dans Le Morche.